# Ambroise Paré
Ambroise Paré (Bourg-Hersent, Laval, 1510 – Parigi, 20 dicembre 1590) è stato un medico e chirurgo francese, considerato come il padre della chirurgia moderna. Era il chirurgo di corte del re di Francia Enrico II, della regina Caterina de' Medici e dei loro quattro figli Francesco II, Carlo IX e di Enrico III. Va a lui il merito di aver introdotto la legatura dei vasi in seguito alle amputazioni. Gli è stato dedicato un asteroide, 259344 Paré.

## Biografia

### Infanzia e giovinezza
Ambroise Paré nacque nel piccolo villaggio di Bourg-Hersent, vicino Laval. Si è molto discusso riguardo all'anno della sua nascita, ma oggi la maggior parte degli studiosi la fa cadere nel 1510. Secondo alcune fonti suo padre era un costruttore di cesti di vimini, mentre secondo altre era barbiere presso il signore di Laval. La madre, invece, era una prostituta. Egli ebbe, inoltre, una sorella e due fratelli; la sorella, Catherine, sposò Gaspard Martin, un abile chirurgo-barbiere di Parigi; anche il fratello Jehan fu chirurgo-barbiere; l'altro fratello, anche lui chiamato Jehan, seguì le orme del padre. Di Gaspard Martin si sa che divenne paziente di Ambroise e morì dopo una amputazione della gamba con il nuovo metodo di legatura.
Della sua infanzia a Bourg-Hersent si sa poco; ci sono appena due o tre storie senza molto valore. Sembra che frequentò la scuola del villaggio e che dopo il padre lo mandò a studiare latino presso il cappellano della casa di un signore. Il cappellano, però, lo sfruttava per potare l'erba e per prendersi cura dei muli, poiché il pagamento del padre non era molto cospicuo. Fu proprio in questo contesto che egli poté assistere alla sua prima operazione. Nello specifico Laurance Calot operò un amico del cappellano. In quell'occasione Paré decise di tentare la sua fortuna a Parigi come chirurgo, in ogni caso egli non imparò mai il latino e si recò ad Angers a 15 anni. Non si sa né quando né con chi egli si dedicò all'apprendistato, fu forse allievo di suo fratello o forse di qualcuno ad Angers, ma è probabile che terminò il suo apprendistato a Parigi.
Sicuramente a 23 anni (nel 1533) era a Parigi, ma non si conosce l'anno in cui vi si recò. Senza dubbio quello fu un periodo duro per lui, in quanto i chirurghi-barbieri apprendisti erano decisamente sfruttati dai maestri.
(Le Chirurgien médicine, ou Lettre au sujet des chirurgiens qui exercent la médicine)

### Gli anni dell'"Hôtel-Dieu"
Paré fu a Parigi nel 1533, proprio quando la peste dilagava. Suo principale interesse era quello di ottenere tre cose: vitto e alloggio, abbondanza di lavoro pratico e il diploma di chirurgo-barbiere. Si attivò subito per raggiungere i suoi scopi e divenne compagno chirurgo all'Hôtel-Dieu.
Per tre anni visse tra le mura di quest'ospedale e fu sotto la guida di Jacobus Sylvius, lo stesso insegnante di Andreas Vesalius; i due non furono compagni di studio per una questione di pochi anni.
Le condizioni igieniche nell'ospedale erano molto deficitarie, per non menzionare la commistione di malati di diversi sessi ed età, con diverse patologie, di diversa gravità e spesso di natura infettiva altamente contagiosa. Inoltre gli interventi si effettuavano nei corridoi, non in sale operatorie specifiche alla chirurgia. Per questa ragione di estrema precarietà il livello della mortalità era molto alto, cosa che a quell'epoca rendeva la chirurgia un'attività poco rispettata e guardata come una "extrema ratio" da evitare a tutti i costi.
Ambroise fece molte esperienze positive all'Hotel Dieu. In particolare ebbe il privilegio di fare dissezioni ed esami post-mortem, cosa che, per motivi religiosi ed etici, era permessa in pochi altri luoghi.
Il suo lavoro lì fu, in ogni caso, eccezionale:
(Stephen Paget, Ambroise Paré and his times 1510-1590)

### Le esperienze di guerra e "Journey in diverse places"

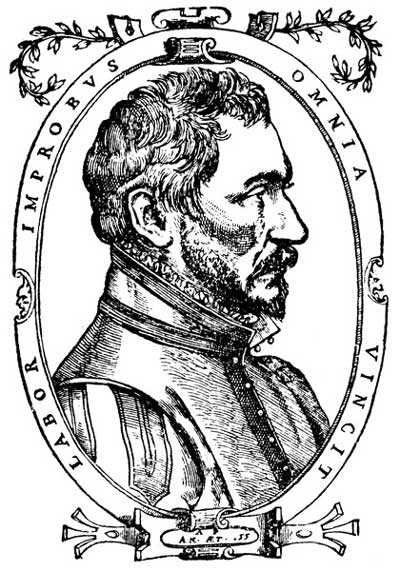
Ambroise Paré a 55 anni, André Wechel, 1573.

Si qualificò Maestro Chirurgo-Barbiere nel 1536, a 26 anni; dovette superare un esame poiché all'epoca la corporazione dei chirurghi-barbieri era molto ristretta. È probabile che sia stato costretto a sostenere due volte l'esame, fatto che ne sottolinea l'alta selettività.
Con l'ammissione alla corporazione dei chirurghi barbieri finisce il primo capitolo della vita di Paré.
Lasciato l'ospedale si diede subito da fare, voleva mettere in pratica ciò che aveva imparato ed avere propri mezzi di sostentamento e non volle, dunque, chiudersi in una bottega ad aspettare che il lavoro gli si presentasse su un piatto d'argento.
Fece l'esperienza della guerra partendo per Torino con il colonnello Montejan, nel 1537. In quel tempo non c'era un servizio organizzato di medici dell'esercito; il re aveva la propria schiera di medici, perlopiù preti, che rivestivano anche il ruolo di cappellani; i soldati avevano i loro metodi improvvisati per curarsi: uno di questi prevedeva che bevessero una miscela di acqua e polvere da sparo per curare le ferite causate dalle armi da fuoco.
Paré si rese conto della follia di quel “rito”, ma non aveva abbastanza autorità per far valere le proprie idee. Infatti, divenne chirurgo ordinario del re solo nel 1552. All'inizio non aveva una paga regolare, veniva pagato a seconda del lavoro, con vino, cavalli, ducati e diamanti. Una volta un soldato lo ringraziò addirittura con una borsa piena d'oro.
Durante i suoi viaggi, affinò tanto le sue abilità chirurgiche, da rendersi conto che molte tecniche che venivano utilizzate erano estremamente dolorose oltre che decisamente pericolose per la vita del paziente; ebbe dunque il coraggio di sperimentarne di nuove, tra cui una prima forma di anestesia e la legatura dei vasi sugli arti amputati, che si rivelarono molto più efficaci, ma non furono accolte con favore dai "colleghi" che erano ancora attaccati alle tradizioni ed agli antichi scritti.
Egli, infatti, pubblicò il saggio “Journeys in diverse places” in risposta a Etienne Gourmelen, da lui chiamato "mio piccolo maestro", decano della facoltà di medicina a Parigi che aveva scritto un libro di chirurgia, evidente appello alla tradizione chirurgica, nel quale diceva che la legatura dei vasi dopo le amputazioni, introdotta da Paré, era molto inferiore al metodo della cauterizzazione.
Paré rispose seguendo un certo schema:
- Non era una novità il fermare con una legatura un vaso sanguinante in una ferita;

- Lui era il primo chirurgo ad aver usato la legatura su una ferita causata da un'amputazione;

- Aveva avuto buoni risultati;

- Non aveva scoperto l'efficacia di quel metodo stando seduto su una sedia a meditare, ma in seguito ad anni di duro lavoro pratico a Parigi e nell'esercito.

Si può leggere: “Le operazioni di chirurgia si imparano con gli occhi e con le mani”.

### Famiglia
Paré tornò a Parigi nel 1541, dopo i suoi primi 4 anni di servizio nell'esercito come chirurgo.
Ebbe un rientro molto gioioso, in quanto nel giugno dello stesso anno sposò la giovane Jehanne Mazelin,  figlia di Jehan Mazelin, un servo di Antoine Du Prat, cancelliere di Francesco I, andato in rovina in seguito alla morte del sovrano.
Nel 1543, il 21 ottobre, essi fecero una “reciproca donazione” di tutto ciò che avevano, per evitare che, alla scomparsa di uno, l'altro rimanesse senza alcun bene. Questa fu, sostanzialmente, un'idea di Ambroise, che si rendeva conto che, essendo chirurgo dell'esercito, correva continuamente un enorme rischio, e non voleva che fosse sua moglie a pagarne le conseguenze.
Nel 1545 ebbero il loro primo figlio, François, che però morì dopo pochi mesi, con grande dolore dei genitori. Un secondo figlio, Isaac, arrivò nel 1559, 14 anni dopo, ma morì anche lui nel 1560. Nello stesso anno ebbero una figlia, Catherine, l'unica che riuscì a superare l'infanzia. I due coniugi inoltre crebbero i figli dei fratelli di Ambroise, che erano rimasti orfani.
Il 4 novembre del 1573, Jehanne morì, all'età di 53 anni. Ambroise rimase dunque solo con la sua unica figlia sopravvissuta, che aveva 13 anni. Tre mesi dopo il lutto, nel gennaio del 1574, egli sposò Jacqueline Rousselet; questa aveva una dote abbastanza cospicua e quindi il secondo matrimonio ebbe un aspetto decisamente diverso dal primo da un punto di vista economico; inoltre ebbero sei figli, alcuni dei quali ebbero personaggi di spicco come madrine e padrini di battesimo, grazie al buon nome della famiglia Rousselet.

### Chirurgia e Politica
(Michel Eyquem de Montaigne)
Parigi fu per Ambroise anche una sorta di campo di battaglia; lì, infatti, i contrasti tra medici, chirurghi e chirurghi-barbieri erano molto accesi.
Egli fu chirurgo-barbiere fino al 1554, anno in cui fu ammesso nella confraternita di San Cosma, anche chiamata “Collegio Reale dei Chirurghi”. La confraternita fu molto entusiasta di averlo tra i suoi adepti, tanto che ridusse al massimo tutte le procedure solitamente necessarie per ammettere un nuovo chirurgo e gli conferì la carica di Maestro addirittura alla fine dello stesso anno.
Nel 1567 Ambroise cercò anche di ottenere un posto di rilievo nella confraternita, ma le sue umili origini rappresentarono per i colleghi un valido motivo per opporsi ai suoi tentativi. Per lo stesso motivo entrò in conflitto con la facoltà nel 1575, quando pubblicò alcuni suoi lavori. In questa occasione il collegio reale dei chirurghi fece notare che la riduzione delle procedure di ammissione alla confraternita non era stata esattamente “legale”, costringendo Paré a tacere per evitare eventuali conseguenze.

### Chirurgo dei re
Ambroise fu chirurgo-ordinario di quattro re: Enrico II, Francesco II, Carlo IX ed Enrico III.
Significativa è la vicenda della morte di Enrico II, in seguito ad un incidente durante una giostra cavalleresca,  alla quale Paré poté assistere, e della quale diede una dettagliata descrizione senza però riuscire a salvare la vita del sovrano:
(Ambroise Paré)
Inoltre ebbe un rapporto alquanto confidenziale con Carlo IX, il quale, nella notte di San Bartolomeo, decise di salvargli la vita in quanto chirurgo troppo abile per morire, e gli permise di rifugiarsi insieme a lui nella sua camera.
Egli racconta con rammarico anche di un episodio avvenuto proprio alla corte di Carlo IX; un gentiluomo si vantava dicendo di possedere una pietra (pietra bezoar, una concrezione presente nell'intestino di alcuni erbivori) in grado di guarire da qualsiasi veleno. Quando il re chiese ad Ambroise se ciò fosse possibile, egli rispose che non ne era affatto convinto, ma che era possibile confermare la sua ipotesi con un esperimento su un qualche detenuto che doveva essere impiccato. La scelta cadde su un cuoco che aveva rubato due piatti d'argento al suo padrone, la cui impiccagione era prevista per il giorno dopo. Il risultato fu disastroso, lo sventurato cuoco morì nel giro di sette ore, lamentando atroci sofferenze ed una sete insopportabile. Inutile fu il tentativo di Paré di salvarlo.
Anche questa vicenda fu una di quelle che la facoltà utilizzò quando decise di attaccare il chirurgo francese per impedirgli di ottenere l'alta carica cui aspirava.

### Ultimi anni e morte
La morte di Ambroise Paré avvenne nel 1590 in circostanze a noi sconosciute. Suo grande merito, negli ultimi anni di vita, fu quello di aver messo per iscritto la maggior parte delle sue esperienze chirurgiche, accompagnate dagli eventi più importanti della sua vita. I suoi scritti rappresentano dunque una straordinaria eredità sia per i chirurghi, che hanno utilizzato le sue tecniche per i seguenti trecento anni, sia per gli storiografi, che hanno potuto utilizzare i suoi libri come fonti per le stesure di sue biografie.

## Le principali innovazioni
Paré deve le sue scoperte principalmente alle esperienze che poté fare nell'esercito. Fu infatti sul campo di battaglia che egli arrivò a comprendere l'assurdità di alcuni metodi del suo tempo, e a formulare le sue due più grandi scoperte:
- La possibilità di preparare un unguento che causasse molto meno dolore dell'olio bollente allora utilizzato per curare le ferite da arma da fuoco;
- L'applicazione della legatura dei vasi alle amputazioni.

Nella sua prima spedizione, a Torino, nel 1537, Ambroise, dato l'enorme numero di feriti, si trovò a terminare l'olio bollente prima di riuscire a curare tutti i soldati. Fu dunque costretto a trovarsi un'alternativa, e dunque preparò un unguento avendo come ingredienti tuorlo d'uovo, essenze di rose e trementina; facendo ciò correva un grosso rischio, dato che avrebbe potuto perdere il posto, o addirittura essere punito con la vita. Leggiamo in Journey in diverse places:
(Ambroise Paré, Journey in diverse places)
In seguito a questa esperienza, su consiglio di Sylvius Dubois, egli scrisse, nel 1545, Il metodo di cura delle ferite provocate da archibugi e altre armi da fuoco, frecce e similari; inoltre sulle ustioni causate in particolare da polvere di cannone. Famosa è la prefazione dell'opera, nella quale Paré confessa il suo desiderio più grande: guidare i giovani chirurghi nella loro professione man mano che acquisiscono esperienza.
Per quanto riguarda la legatura dei vasi, invece, egli cominciò ad ipotizzarla già nei primi anni di guerra, ma la sperimentò per la prima volta soltanto durante la spedizione a Danvilliers, nel 1552. Lì infatti gli fu ordinato di curare un ufficiale che aveva riportato in battaglia una ferita d'arma da fuoco ad una gamba. La tradizione chirurgica voleva che, in seguito a una ferita del genere, l'arto venisse amputato e che il moncone fosse cauterizzato con del ferro rovente. Questo metodo, di solito, causava la morte del paziente nei giorni seguenti a causa della forte infezione che colpiva l'ustione. Paré, dunque, si decise ad applicare al moncone dell'ufficiale la legatura delle arterie, risparmiandogli il ferro rovente. L'ufficiale guarì in tempi relativamente brevi, e rimase grato ad Ambroise per il resto della sua vita.
Altro evento particolarmente famoso della vita del chirurgo francese, è quello dell'estrazione di un proiettile dalla spalla destra del maresciallo de Brissac, durante la spedizione a Perpignan nel 1543. I chirurghi più esperti dell'esercito non furono in grado di localizzare la pallottola, e quando fu chiesto a Paré, appena trentatreenne,  di tentare, questi fece mettere il maresciallo nella posizione in cui si trovava quando aveva ricevuto il colpo, e riuscì, così, a recuperare il proiettile con grande facilità.
Ambroise Pare' (XVI secolo)  scopri' per primo l'aneurisma  anche se Aulo Cornelius Celso (25 a.c.-45 d.c)  ne ha dato una descrizione particolareggiata 15 secoli prima (aneurismus)   :ricavato da A.J.Cronin nella sua opera maggiore "la Cittadella" ,nell'esame che Andrew Manson (il medico protagonista) sostenne per la sua specializzazione( pag 232 ) .Ed.Bombiani 2023 .seconda ristampa.

## Ambroise Paré e la religione
(Ambroise Paré in molti dei suoi scritti.)
Aspetto interessante della vita di Paré è il suo rapporto con la religione, cosa di cui gli storici della medicina hanno sempre molto discusso.
In effetti, dai suoi scritti si evince una profonda e sentita fede, ma quasi tutte le opere dell'epoca erano piene di lodi a Dio. Questo era un metodo per lasciare intendere che sia l'autore che il suo mecenate, erano uomini buoni e pii.
C'è, poi, da tener conto del fatto che Ambroise nacque in una famiglia ugonotta, e che riuscì ad evitare le persecuzioni dei cattolici solo grazie all'intervento di Carlo IX. Data l'onestà che accompagnava la sua figura, è improbabile che egli nascose le sue origini, o si convertì per vantaggi professionali; più probabile è che non fosse molto dedito alle attività rituali del Cristianesimo, ma che in ogni caso credesse in Dio, e che affidasse a Lui i suoi pazienti dopo averli operati.
(Sherwin B. Nuland, Storia della medicina, dagli antichi greci ai trapianti d'organo)

## Opere di Ambroise Paré

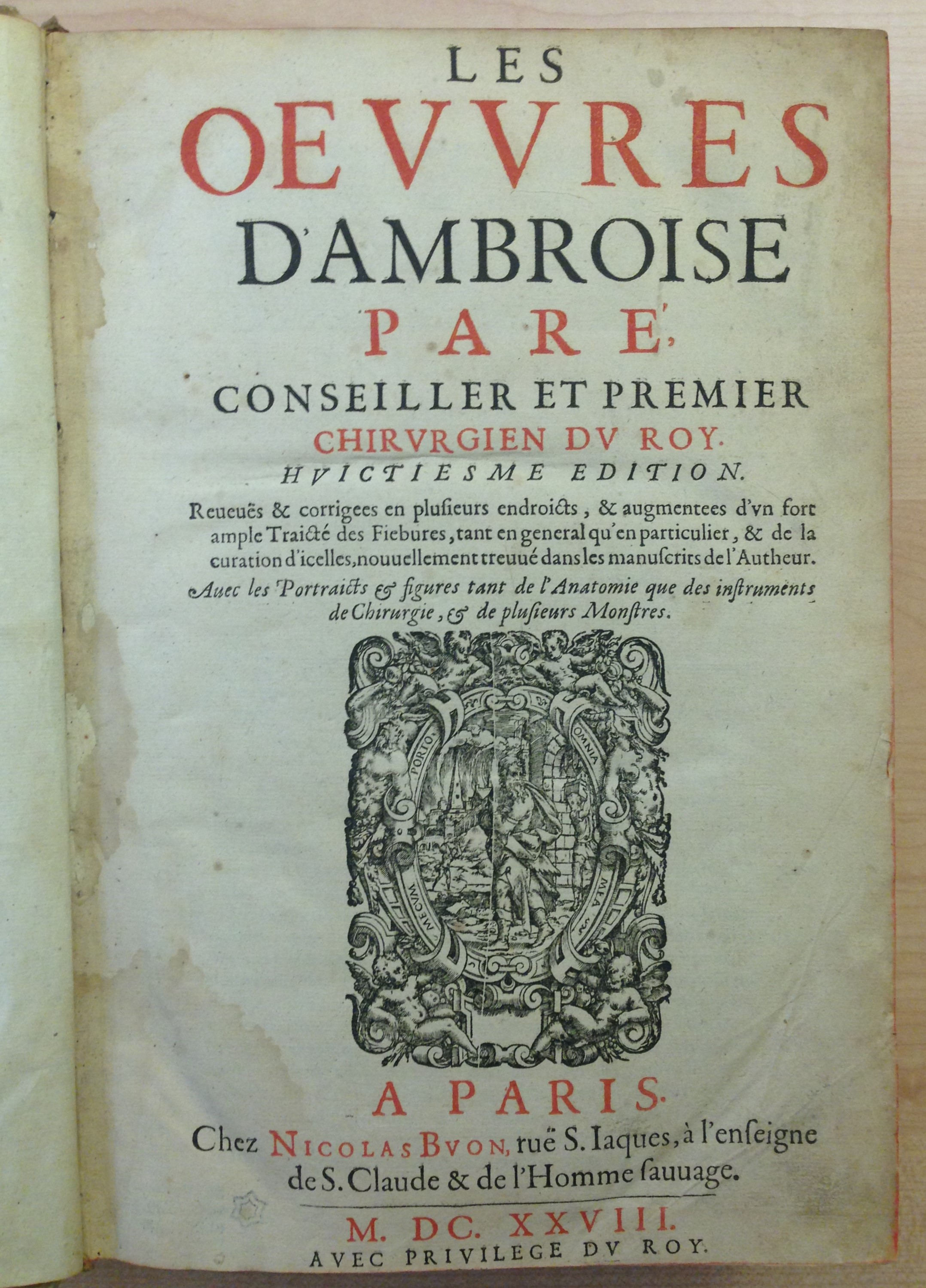
Frontespizio delle Opere di Paré del 1628

- (FR)  Les Oeuvres d'Ambroise Pare, conseiller et premier chirurgien du roy, A Paris, chez Gabriel Buon, 1585
- (FR)  Briefve collection de l'administration anatomique, avec la manière de cojoindre les os, et d'extraire les enfants tant mors que vivans du ventre de la mère, lorsque la nature de soi ne peult venir a son effect
- (FR)  Deux livres de chirurgie, de la génération de l'homme, & manière d'extraire les enfans hors du ventre de la mère, ensemble ce qu'il faut faire pour la faire mieux, & plus tost accoucher, avec la cure de plusieurs maladies qui luy peuvent survenir
- (FR) Deux livres de chirurgie, Paris, Andreas Wechel, 1573.
- (FR)  Discours d'Ambroise Paré,... asçavoir, de la mumie, des venins, de la licorne et de la peste, avec une table des plus notables matières contenues esdits discours
- (FR)  Dix livres de la chirurgie: avec le magasin des instrumens nécessaires à icelle
- (FR)  La maniere de traicter les playes faictes tant par hacquebutes, que par flèches, & les accidentz d'icelles, comme fractures & caries des os, gangrene & mortification, avec les pourtraictz des instrumentz necessaires pour leur curation
- (FR)  Traicté de la peste, de la petite verolle & rougeolle: avec une brefve description de la lepre

## Traduzioni italiane
- Mostri e prodigi, a cura di Massimo Ciavolella, Salerno, Roma 1996
- Discorso sul liocorno, a cura di Antimo Cesaro, Artetetra edizioni, Capua 2014